# Kirkby Stephen
Kirkby Stephen è un paese di 1.832 abitanti della contea del Cumbria, in Inghilterra.